# Прича о празном ћупу
Прича о празном ћупу је алегоријска прича која се приписује Исусу.
Забележена је само у неканонском јеванђељу по Томи, и није забележена у канонским јеванђељима.

## Прича
Еванђеље по Томи преноси следећу причу:

## Веродостојност
Ова прича није била позната све до 20. века, када је Јеванђеље по Томи пронађено у Наг Хамадију. Научници окупљени око Џизус семинара (енгл. Jesus Seminar) сматрају да је ова прича вероватно, али не сасвим сигурно, веродостојна Исусова прича. Они налазе паралелу у причи о квасцу, каја непосредно следи ову причу у Томином јеванђељу, и причи о зрну горушице, јер обе говоре о настанку небеског царства из нечег „неприметног или мајушног“.

## Тумачења
Ова парабола има разна тумачења. Може се тумачити као упозорење да пазимо да нам небеско царство (које је у нама) не исклизне, као што је брашно из ћупа. Такође се може тумачити и као једноставно упозорење против превеликог самопоуздања.
Празнина ћупа може тумачити и као празнина живота: „људи који живе своје животе у свету [...] носе ћупове за које мисле да су пуни, али открију, чак и после много делатности, да су празни." Још једна интерпретација је да се парабола односи на „неприметан долазак Царства“.